# Golasowice
Golasowice est une localité polonaise de la gmina de Pawłowice, située dans le powiat de Pszczyna en voïvodie de Silésie.